# Гюль, Демет
Деме́т Гюль (нем. Demet Gül), урождённая — Бююкко́л (нем. Büyükkol; род. 19 апреля 1982, Штутгарт) — немецко-турецкая актриса

 театра, кино и телевидения, сценаристка и кинопродюсер.

## Биография и карьера
Демет Гюль, урождённая Бююккол, родилась 19 апреля 1982 года в Штутгарте (земля Баден-Вюртемберг, ФРГ), став первенцем своих родителей, позже в семье появился второй ребёнок. Родители Гюль — турецкие эмигранты, уехавшие работать в Германию в конце 1960-х годов. Гюль окончила факультет исполнительных искусств в Школе Отто Фалькенберга в Мюнхене и начала играть в театрах ещё во время учёбы в консерватории. Она играла в постановках Баварской театральной академии Августа Эвердинга и Баварской государственной оперы.
В 2011 году Гюль дебютировала в кино, сыграв роль Фатмы в молодости в фильме «Алмания — Добро пожаловать в Германию». В 2014 году она дебютировала, как сценарист и продюсер, с фильмом «Квинтет». С 2016 по 2017 год играла роль Туваль Яныкоглу в телесериале «Любовь не понимает слов».
Гюль живёт в Берлине.

## Фильмография

### Актриса
| Год       |     | Русское название                      | Оригинальное название               | Роль                        |
| --------- | --- | ------------------------------------- | ----------------------------------- | --------------------------- |
| 2011      | ф   | Алмания — Добро пожаловать в Германию | Almanya – Willkommen in Deutschland | Фатма в молодости           |
| 2011      | кор | Любовная лаборатория                  | Lovelab                             | помощница                   |
| 2012—2018 | с   | Убийство в Стамбуле                   | Mordkommission İstanbul             | Букет / Нихан Октай         |
| 2013      | ф   | Ханс с острым соусом                  | Einmal Hans mit scharfer Soße       | сестра Джошкун              |
| 2014      | ф   | Квинтет                               | A Quintet                           | Лейла                       |
| 2014      | с   | Край аварийного порта                 | Notruf Hafenkante                   | Айла Огюль                  |
| 2014—2015 | с   | Эй, Стамбул!                          | Ulan İstanbul                       | Машука                      |
| 2015      | ф   | 8 секунд                              | 8 Saniye                            | Севги                       |
| 2015      | с   | Департамент развлечений               | Eğlendirme Dairesi                  |                             |
| 2016      | мс  | В центре Германии: НГУ                | Mitten in Deutschland: NSU          | Фадиме                      |
| 2016      | ф   | Малый бизнес                          | Küçük Esnaf                         | любовница мужчины в постели |
| 2016      | ф   | Отличный фильм                        | Müthis Bir Film                     |                             |
| 2016—2017 | с   | Любовь не понимает слов               | Aşk Laftan Anlamaz                  | Туваль Яныкоглу             |
| 2017      | ф   | Золотой день Маиде                    | Maide'nin Altin Günü                | Севда                       |
| 2018      | с   | Я хочу, чтобы мы никогда не выросли   | Keşke Hiç Büyümeseydik              | Шеннур Хандыры              |
| 2018      | ф   | Мировое государство                   | Dünya Hali                          | Тюркан                      |
| 2018—2019 | с   | Опасные улицы                         | Arka Sokaklar                       | Мерьем                      |
| 2020—2021 | с   | Скорпион                              | Akrep                               | Хаджер                      |
| 2021      | с   | КБВ – Без особых происшествий         | KBV – Keine besonderen Vorkommnisse | Ясемин                      |
| 2022      | с   | Тайна матери                          | Annenin Sırrıdır Çocuk              | Тюркан                      |
| 2022      | с   | Ночная смена                          | Nachtschicht                        | Мэрилу                      |

### Сценарист и продюсер
- 2014 — «Квинтет» / A Quintet
- 2015 — «Дом в конверте» / The House in the Envelope